# Fania Fénelon
Fania Fénelon, (París, 2 de septiembre de 1908 - 19 de diciembre de 1983), de soltera Fanja Goldstein, fue una pianista, compositora y cantante de cabaret francesa. Su memorias publicadas en 1976, Sursis pour l'orchestre, sobre su supervivencia en la Orquesta de mujeres de Auschwitz durante el Holocausto fueron adaptadas como película para televisión en 1980, Playing for Time.

## Trayectoria
Fanja Goldstein nació en París en 1908 de  madre católica y padre judío. Su padre, Jules Goldstein, era ingeniero en la industria del caucho. Tuvo dos hermanos, Leonide y Michel Goldstein, que también sobrevivieron a la guerra. Contrajo matrimonio con Silvio Perla, atleta suizo, especialista en los 5.000 metros, del que se divorciaría después de la guerra.
Asistió al Conservatorio de París, donde estudió con Germaine Martinelli, obteniendo un primer premio en piano, a pesar de su diminuto tamaño y manos muy pequeñas. Simultáneamiente trabajaba por las noches, cantando en bares.

## Superviviente del Holocausto y de posguerra
Durante la Segunda Guerra Mundial, se unió a la Resistencia francesa en 1940 hasta su arresto y deportación a Auschwitz-Birkenau, donde fue pianista y soprano en la Orquesta de Mujeres de Auschwitz.Luego en Bergen-Belsen, hasta que fue liberada en 1945. Aquejada de un tifus potencialmente mortal y con un peso de tan sólo 65 libras, cantó para la BBC el día de su liberación por las tropas británicas. Una entrada de la Biblioteca del Congreso para esta grabación figura como Fanja Perla, su nombre de casada entonces.
Posteriormente, acabada la guerra, adoptaría el seudónimo de "Fénelon". Goldstein se convirtió en una conocida cantante de cabaret. En 1966 viajó  a Berlín Oriental con su compañero de vida, el cantante barítono Aubrey Pankey, de origen afroamericano. Tras la muerte de Pankey, regresó a Francia. Entre 1973 y 1975,  escribió Sursis pour l'orchestre, con Marcelle Routier, un libro sobre sus experiencias en los campos de concentración. Relata los degradantes compromisos que los sobrevivientes tuvieron que contraer, el humor negro de los reclusos que, a veces, se reían histéricamente ante las escenas horripilantes, las tensiones religiosas y nacionales entre los reclusos como, por ejemplo, entre los músicos judíos y los polacos, algunos de los cuales eran antisemitas, y la normalidad de la prostitución. En Birkenau, Fénelon trabajó como pianista, cantante principal, arreglista ocasional de piezas musicales e incluso baterista temporal, cuando el baterista original enfermó brevemente.
Todos los miembros de la orquesta sobrevivieron a la guerra, excepto dos músicos, Lola Kroner y Julie Stroumsa, y la directora Alma Rosé, quien murió de una enfermedad repentina, posiblemente intoxicación alimentaria, en el campo. La mayoría de los demás supervivientes, en particular Anita Lasker-Wallfisch y Violette Jacquet-Silberstein, no estaban de acuerdo con la descripción negativa que Fénelon hacía de Rosé, a quien, aunque judía, se le había dado el estatus equivalente a un kapo. El libro fue traducido al alemán y al inglés en ediciones ligeramente abreviadas.
Fania Fénelon murió el 19 de diciembre de 1983, a los 75 años, en un hospital de París. Las causas de muerte fueron enumeradas como cáncer y enfermedad cardíaca. Le sobrevivieron sus hermanos, Leonide Goldstein, quien ejerción como profesor de psiquiatría en la Universidad de Medicina y Odontología de Nueva Jersey, y Michel Goldstein, que mantuvo sus negocios en París hasta su jubilación.

## Playing for Time
Linda Yellen filmó Playing for Time utilizando como guion una adaptación dramática de Arthur Miller. Fénelon se opuso tenazmente a la descripción supuestamente purificada de la vida en los campos que Miller y Yellen hicieron y, sobre todo, a la elección de Vanessa Redgrave por parte de Yellen para interpretarla. Redgrave era un conocido simpatizante de la OLP y, con su casi seis pies de altura, se parecía poco a la pequeña Fania. "No acepto que me intérprete una persona que sea lo opuesto a mí... Quería a Liza Minnelli. Es pequeña, está llena de vida, canta y baila. Vanessa... no tiene sentido del humor, y eso fue lo único que me salvó de morir en el campo", dijo Fénelon. Ella regañó a Redgrave en persona durante una entrevista en el programa televisivo 60 Minutes, pero la actriz se ganó el apoyo de la comunidad actoral. Fénelon nunca perdonó a Redgrave, pero finalmente suavizó su opinión sobre la producción y admitió que era "una película justa".

## Obras
- Fénelon, Fania (1976). Sursis pour l'orchestre (en francés) (1st edición). Paris, France: Stock. ISBN 978-2234004979.

### Traducciones
- Fénelon, Fania (1977). The Musicians of Auschwitz (Judith Landry, trad.) (1st edición). London, England, UK: Michael Joseph. ISBN 978-0718116095.
- Fénelon, Fania (1977). Playing for Time (Judith Landry, trad.) (1st edición). New York: Atheneum. ISBN 978-0689107962.
- Fénelon, Fania (1980). Das Mädchenorchester in Auschwitz (Sigi Loritz, trad.) (en alemán). Frankfurt , Germany: Röderberg-Verlag. ISBN 978-3876827216.

## Lectura adicional
- Anderson, Susan Heller (7 de enero de 1978). «Memories of a Nazi Camp, Where a Musical Gift Meant Survival». The New York Times. p. 10.
- Miller, Arthur (1981). Playing for Time: A Screenplay. New York: Bantam Books. ISBN 0553145479. (based on the book of the same title by Fania Fénelon)
- Agee, Joel (1981). Twelve Years: An American Boyhood in East Germany (1st edición). New York: Farrar Straus Giroux. ISBN 0374279586.
- Playing for Time. Mavis, Paul (2 de agosto de 2010). DVD Talk. (DVD released September 2010 by Olive Films)

- Datos: Q545630